# Michel de Saint Pierre
Michel de Grosourdy de Saint-Pierre (Blois, 12 febbraio 1916 – Saint-Pierre-du-Val, 18 giugno 1987) è stato uno scrittore, giornalista e politico francese.
Prolifico scrittore, Saint-Pierre fu anche giornalista e uomo politico nonché fervente cattolico tradizionalista e monarchico; queste tematiche sono speso presenti nelle sue opere.
Membro di una famiglia aristocratica, in gioventù si arruolò nella marina militare francese e successivamente fu membro attivo della Resistenza francese contro l’occupazione Nazista.

## Biografia
Michel de Saint-Pierre nacque da Louis di Grosourdy, marchese di Saint-Pierre, e da Antoinette de Pechpeyrou Comminges de Guitaut. Compì i suoi studi a Parigi: dopo il baccalaureato in filosofia, si laureò in lettere classiche, ma manifestò poco interesse per i suoi studi. 
All'età di diciotto anni, decise di partire per Saint-Nazaire, dove lavorò in fabbrica come operaio metallurgico. Si arruolò quindi in marina, come marinaio di ponte, e combatté durante la Seconda Guerra mondiale nella Resistenza francese.
Fu tra i più noti collaboratori del Courrier français (1948-1950). Durante gli anni Cinquanta, collaborò a La Nation française di Pierre Boutang e Michel Vivier. 
Antigollista e critico delle politiche di Charles de Gaulle, manifestò a più riprese il suo interesse per le vicende politico-culturali, sostenendo pubblicamente Tixier-Vignancour o il Parti des forces nouvelles. Collaborò alle edizioni della Table ronde, come agente letterario, direttore di collana, consigliere e amministratore. In seno all'edizioni France-Empire, creò e diresse la collana «Catholique». Nel 1981 fu tra i fondatori del giornale Présent.
Monarchico e cattolico, difensore della messa tradizionale, prese parte con vigore ai grandi dibattiti che agitavano la società francese in piena trasformazione. Nel 1964, in pieno periodo conciliare, pubblicò il romanzo I nuovi preti, in cui mise in scena lo smarrimento di certi cattolici sorpresi dalle riforme liturgiche e pastorali del Vaticano II. 
Un altro dei suoi romanzi di successo fu Gli aristocratici, un ritratto della vita di una certa nobiltà francese, incuneata fra tradizione e modernità.
Scrittore prolifico, Michel de Saint-Pierre era cugino di Henry de Montherlant e un fedele amico di Jean de La Varende, con i quali fu in costante corrispondenza. Le sue opere, scritte in uno stile vigoroso e ironico, ricco di riferimenti culturali, mostrano una folla di personaggi posti di fronte a un mondo che sembra perdere il senso delle sue radici e di Dio.
Nel 1974, denunciò, nel libro Églises en ruine, lo stato di abbandono di alcune chiese in Francia e incoraggiò la loro conservazione per le custodia delle tradizioni e del patrimonio francesi. Nel 1977 descrisse, attraverso il ritratto di Monsieur de Charette, l'epopea della guerra di Vandea.
Morì nel suo castello in Normandia, a seguito di un periodo di declino fisico, il 18 giugno 1987.

## Posizioni

### Impegni politici
Combatte all'inizio della seconda guerra mondiale nelle forze navali, poi entra nella Resistenza. È decorato con la croce di guerra, la Médaille de la Résistance, la Croix du combattant volontaire  e la medaglia militare,.
Viene eletto, dopo la Liberazione, consigliere comunale del 16° arrondissement di Parigi.
Divenne un sostenitore dell'Algeria francese: nel 1960 cofirma il manifesto degli intellettuali francesi per il mantenimento della Colonia in Algeria e afferma lo stesso anno con altri scrittori il suo impegno a "lottare con tutti i mezzi per il mantenimento nella Repubblica dell'Algeria, terra pienamente francese”. Invita anche a votare no al referendum sull'autodeterminazione in Algeria del gennaio 1961.
Acceso critico di De Gaulle, è candidato alle elezioni comunali del 1965 a Parigi, ma la sua lista non supera il primo turno. Durante le elezioni presidenziali del 1965, invita a votare per il candidato di sinistra, François Mitterrand, contro de Gaulle al secondo turno.
Dal 1965 diventa vicesindaco del comune di Saint-Pierre-du-Val, dove si trova il suo castello.
Rispondendo all’appello del politico di destra Tixier-Vignancour, accetta di guidare la lista conservatrice alle elezioni europee del 1979, che riunisce partiti ultra conservatori come il Fronte nazionale di Jean-Marie Le Pen, ma il progetto fallisce, per mancanza di mezzi finanziari. A seguito della sconfitta dell’ultra destra, anche causata da una legge che alza al 5% dei voti la soglia di sbarramento per un partito, Saint-Pierre pubblica su Le Monde un articolo in cui critica le nuove forze politiche, la sinistra e l’aborto.
Nonostante fosse stato membro della Resistenza, è stato vicino all’associazione per difendere la memoria del maresciallo Pétain. Era membro della LICRA, e sostenitore dello stato di Israele.

### Cattolico tradizionalista
Fervente cattolico e difensore della messa tradizionale, negli anni ‘60 prende parte ai grandi dibattiti che agitano il mondo cattolico.
È vicino al pensatore cattolico controrivoluzionario Jean Ousset. Nel maggio 1964, partecipa al primo congresso della organizzazione cattolica-tradizionalista di Ousset, in Svizzera. Afferma qui il rifiuto del dialogo con i comunisti, critica il "progressismo cristiano" e ivi annuncia la pubblicazione del suo romanzo I nuovi sacerdoti. Durante le conferenze successive dell’organizzazione, criticherà l’insegnamento nelle scuole delle opere di Jean-Paul Sartre, che secondo lui "ha già vissuto troppo tardi”  e si lamenterà dell’assenza di scrittori francesi conservatori nei programmi scolastici. 
Negli anni si avvicina al vescovo tradizionalista Mons. Marcel Lefebvre, successivamente scomunicato dalla Chiesa. Nel 1977, dopo una riluttanza iniziale, sostiene l'occupazione da parte dei tradizionalisti della chiesa di Saint-Nicolas-du-Chardonnet. Nel tempo si allontanerà dalle posizioni vicine al sedevacantiste e rimarrà fedele alla Chiesa Romana.
Egli collaborò anche con il Movimento contro il razzismo e per l'amicizia tra i popoli (MRAP).
Michel de Saint-Pierre era cavaliere d'onore e di devozione dell'Ordine sovrano di Malta.

## Opere
- Michel de Saint Pierre, Bernadette e Lourdes, Torino, Borla, 1954.
- Michel de Saint Pierre, Gli aristocratici, Milano, Del Duca, 1956.
- Michel de Saint Pierre, I nuovi aristocratici, Torino, SEI, 1962.
- Michel de Saint Pierre, I nuovi preti, Milano, Edizioni del Borghese, 1964.
- Michel de Saint Pierre, Collera Santa, Milano, Edizioni del Borghese, 1965.
- Michel de Saint Pierre, Il miliardario, Milano, Rusconi, 1971.
- Michel de Saint Pierre, L'accusata, Milano, Rusconi, 1973.